# Анкіта Райна
Анкіта Равіденкрішнан Райна (англ. Ankita Ravinderkrishan Raina, гудж. અંકિતા રૈના, гінді अंकिता रैना) — індійська теніситка,  медалістка Азійських ігор. 
Райна народилася в Гуджараті в родині кашмірських пандитів, тобто індусів, що втекли з Кашміру в 1990-х, коли там спалахнуло повстання. Вона розмовляє мовами гінді, гуджараті та англійською. 

## Фінали турнірів WTA

### Пари: 1 титул
| Результат | В–П | Дата     | Турнір                           | Категорія | Поверхня | Партнерка        | Супротивниці                      | Рахунок          |
| --------- | --- | -------- | -------------------------------- | --------- | -------- | ---------------- | --------------------------------- | ---------------- |
| Перемога  | 1–0 | Лют 2021 | Phillip Island Trophy, Австралія | WTA 250   | Хард     | Камілла Рахімова | Ганна Блінкова Анастасія Потапова | 2–6, 6–4, [10–7] |